# Uehara Shinya
Shinya Uehara (上原 慎也 Uehara Shin'ya, sinh ngày 29 tháng 9 năm 1986 ở Nishihara, Okinawa) là một cầu thủ bóng đá người Nhật Bản hiện tại thi đấu cho Ehime FC.

## Thống kê sự nghiệp câu lạc bộ
'Cập nhật đến ngày 23 tháng 2 năm 2016.
| Thành tích câu lạc bộ | Thành tích câu lạc bộ      | Thành tích câu lạc bộ | Giải vô địch | Giải vô địch | Cúp                   | Cúp                   | Cúp Liên đoàn | Cúp Liên đoàn | Tổng cộng | Tổng cộng |
| Mùa giải              | Câu lạc bộ                 | Giải vô địch          | Số trận      | Bàn thắng    | Số trận               | Bàn thắng             | Số trận       | Bàn thắng     | Số trận   | Bàn thắng |
| Nhật Bản              | Nhật Bản                   | Nhật Bản              | Giải vô địch | Giải vô địch | Cúp Hoàng đế Nhật Bản | Cúp Hoàng đế Nhật Bản | Cúp Liên đoàn | Cúp Liên đoàn | Tổng cộng | Tổng cộng |
| --------------------- | -------------------------- | --------------------- | ------------ | ------------ | --------------------- | --------------------- | ------------- | ------------- | --------- | --------- |
| 2009                  | Hokkaido Consadole Sapporo | J2 League             | 25           | 3            | 1                     | 0                     | -             | -             | 26        | 3         |
| 2010                  | Hokkaido Consadole Sapporo | J2 League             | 9            | 0            | 0                     | 0                     | -             | -             | 9         | 0         |
| 2011                  | Hokkaido Consadole Sapporo | J2 League             | 25           | 2            | 1                     | 0                     | -             | -             | 26        | 2         |
| 2012                  | Hokkaido Consadole Sapporo | J1 League             | 11           | 3            | 1                     | 1                     | 2             | 0             | 14        | 4         |
| 2013                  | Hokkaido Consadole Sapporo | J2 League             | 40           | 5            | 2                     | 0                     | -             | -             | 42        | 5         |
| 2014                  | Hokkaido Consadole Sapporo | J2 League             | 27           | 3            | 0                     | 0                     | -             | -             | 27        | 3         |
| 2015                  | Hokkaido Consadole Sapporo | J2 League             | 13           | 2            | 3                     | 1                     | -             | -             | 16        | 3         |
| Tổng cộng sự nghiệp   | Tổng cộng sự nghiệp        | Tổng cộng sự nghiệp   | 150          | 18           | 8                     | 2                     | 2             | 0             | 160       | 20        |